# اوام‌اکس

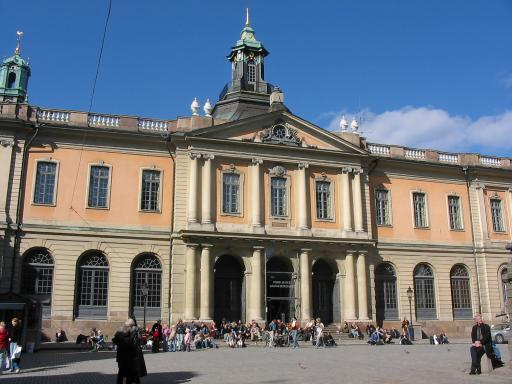
ساختمان مرکزی بورس اوام‌اکس، در استکهلم

اوام‌اکس (به انگلیسی: OMX) شرکت خدمات مالی سوئدی - فنلاندی است، که در سال ۲۰۰۳ از طریق ادغام شرکت‌های اوام آب و اچ‌ای‌اکس پی‌ال‌سی تشکیل شده است و از فوریه ۲۰۰۸ تاکنون، به‌عنوان بخشی از گروه نزدک اوام‌اکس به‌شمار می‌آید.
این شرکت از ۲ بخش تشکیل شده است؛ بخش مبادلات اوام‌اکس؛ که در عمل ۸ بازار بورس اوراق بهادار را در کشورهای حوزه دریای بالتیک، اسکاندیناوی و کشورهای حوزه نوردیک مدیریت می‌کند. بخش دیگر اوام‌اکس تکنولوژی نام دارد، که در زمینه توسعه سیستم‌های بازار بورس و مبادلات سهام در کشورهای مختلف جهان فعالیت می‌نماید.
شرکت اوام‌اکس بزرگترین شرکت در زمینه ارائه سیستم‌های تجاری و ابزارهای مالی در جهان به‌حساب می‌آید.